# Loulé
Loulé là một đô thị thuộc quận Faro, Bồ Đào Nha. Đô thị này có diện tích 765 km², dân số thời điểm năm 2001 là 59160 người.